# Dominus
Dominus у контексту римског права означава особу, која има власт над извесним стварима (наслеђе, својина, робови), право на вођење послова око куће, право на службу и право на заступање на суду (парничење).
Од старина римска деца су се својим родитељима обраћала са domine/domina (уп. срп. газда, газдарице). Осим тога, овако ословљавање среће се и код супружника, блиских сродника, пријатеља и иначе у друштвеној комуникацији. Необично, али историјски документовано (у натписима), јесте означавање и деце и штићеника као господара.
Dominus може да се користи и као ознака за владара, али и пежоративно: као ознака за владара тиранина.
Август није трпео да га ни деца ни унук ословљавају са domine. И Тиберије је одбијао да га тако зову. Антонин Пије је на ласкање једног подносиоца жабле (κυριε βασιλευ Αντωνινε) одговорио самоиронијом. Остали цареви су били мање скромни. Калигула је нпр. експлицитно тражио да га ословљавању са domine. Домицијан и Диоклецијан су инсистирали на титули dominus et deus (господар и бог). Долазак овог последњег на власт узима се за почетак домината, историјске епохе која је добила име по владарској ознаци.